# Neocossyphus finschii
Neocossyphus finschii là một loài chim trong họ Turdidae.